# 威廉·麦金莱遇刺案
威廉·麦金莱遇刺案（英語：Assassination of William McKinley）发生在1901年9月6日，第25任美国总统威廉·麦金莱在美國纽约州水牛城泛美博览会的音乐圣殿被枪击，行凶者里昂·乔戈什是无政府主义者，他用隐藏的左轮手枪打中正与自己握手示意的麦金莱。总统于一个多星期后的9月14日因坏疽逝世，享年58岁。
此前麦金莱在1900年美国总统选举中获胜而成功取得连任，他喜欢与公众直接交流，而且不愿意对自己的办公室进行安全保护。总统秘书乔治·B·科特柳（George B. Cortelyou）担心会有人试图在总统造访音乐圣殿时暗杀，因此曾两次将这一计划从总统工作日程上取消，但麦金莱均在之后又重新将其加入。
行凶者乔戈什在1893年恐慌期间失业，然后成為无政府主义者，并将麦金莱视为压迫的象征，认为杀死对方是自己作为一个无政府主义者的义务。之前尝试接近总统失败后，乔戈什在麦金莱主动与自己握手时朝对方腹部连开两枪，其中一颗子弹擦伤了总统，另一颗射入其腹部，之后一直没找到。
麦金莱受伤后经大夫诊治本已有康复的迹象，但到了9月13日病情却因坏疽而急剧恶化并于次日凌晨逝世。副总统西奥多·罗斯福继任成为第26任美国总统。麦金莱死后，乔戈什也被判谋杀罪名成立而在9月26日被判处死刑，10月29日，死刑以电椅执行。麦金莱之死也促使联邦国会立法规定美国特勤局负责总统的安全保卫工作。

## 背景
威廉·麦金莱于1843年1月29日出生于俄亥俄州，他在1896年大选中击败民主党候选人威廉·詹宁斯·布莱恩成功当选，之后带领国家赢得1898年美西战争并获得包括波多黎各和菲律宾在内的前西班牙殖民地。1900年的总统大选中麦金莱再次击败布莱恩，据史学作家艾瑞克·罗威（Eric Rauchway）所说，“看起来这个致力于走向繁荣的麦金莱政府将和谐且不间断地再执政四年”。
麦金莱下属的副总统加勒特·霍巴特于1899年因病去世，纽约州联邦参议员、共和党党魁托马斯·普拉特（Thomas C. Platt）在1900年共和党全国大会上提名纽约州州长、前海军助理部长西奥多·罗斯福为麦金莱的竞选搭档。罗斯福接受提名并与麦金莱一起赢得普选。

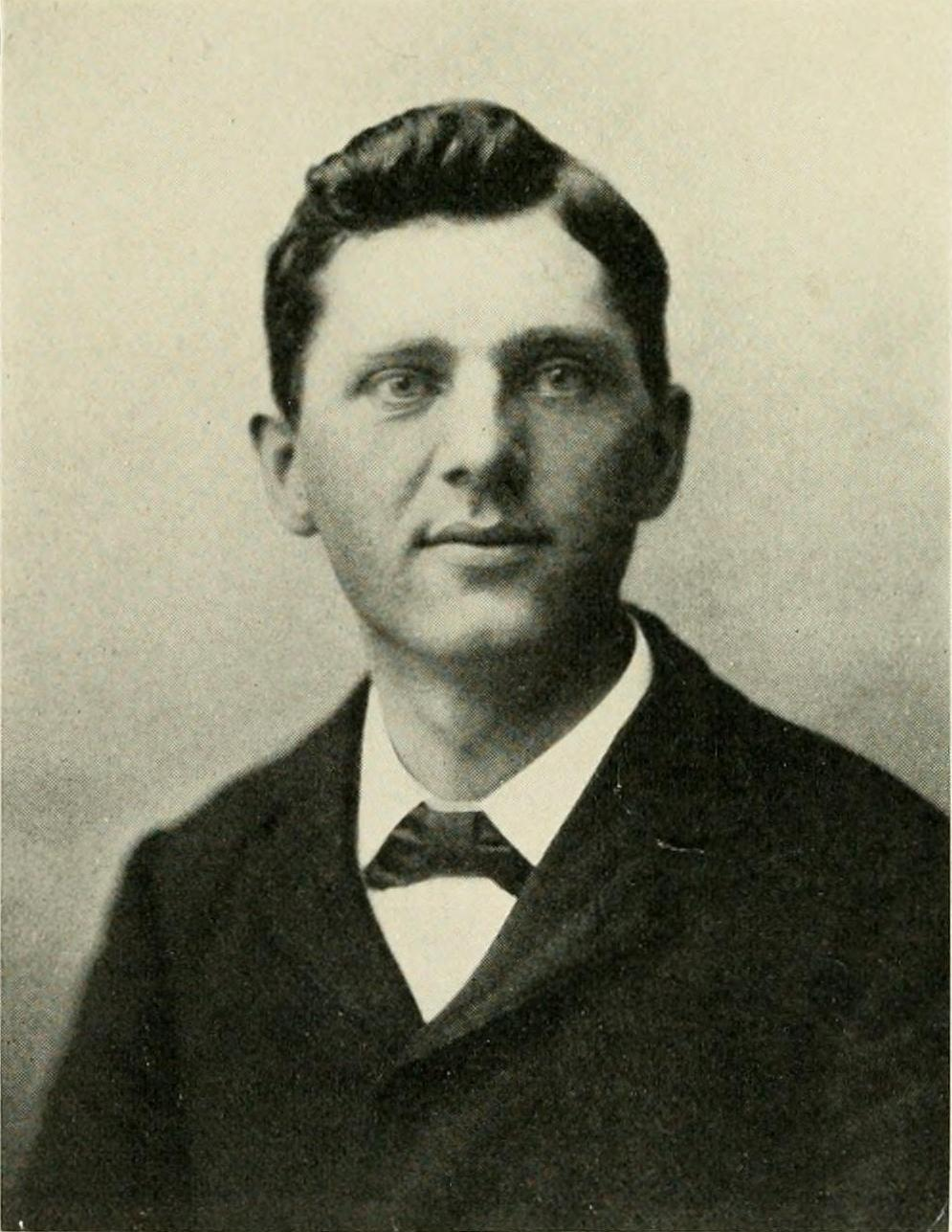
里昂·乔戈什

里昂·乔戈什于1873年5月5日在密歇根州底特律出生，他的父母是波兰移民，因为父亲保罗·乔戈什（Paul Czolgosz）工作上的关系全家曾数次搬家。成年后里昂进入克利夫兰的一家工厂上班，但在1893年的一场劳资纠纷中被解雇。此后他不定期参加一些政治和宗教会议，试图了解1893年经济动荡的原因，并开始对无政府主义产生兴趣。1901年，纽约上诉法院的一项判决认定在他人面前表明自己是一位无政府主义者将是“破坏和平”的行为，无政府主义者也被认为是1886年芝加哥干草市场爆炸案的罪魁祸首。
19世纪时已经有两位美国总统被暗杀，分别是1865年被杀的亚伯拉罕·林肯和1881年被杀的詹姆斯·艾布拉姆·加菲尔德。其中暗杀林肯的约翰·威尔克斯·布斯是因美国内战中南部邦联的战败而怀恨在心，暗杀加菲尔德的查尔斯·J·吉特奥则是一个试图进入加菲尔德政府工作但未能成功的怪人（可能有精神上的问题），出于个人的政治和宗教观点实行暗杀。虽然已经有两位总统被刺客暗杀，但麦金莱还是不喜欢有安保人员把自己和民众阻隔开来。身在家乡坎顿时，他经常在没有保护的情况下步行前往教堂或商业区；而在首都哥伦比亚特区，他也经常与妻子在没有保镖陪同的情况下乘坐马车上路。

## 总统到访

### 计划与到达
1901年3月4日，麦金莱在自己的第二次就职典礼上发表了一份简短的演讲。麦金莱长期倡导保护性关税，他相信自己上任第一年里国会通过的《丁利法案》（Dingley Tariff）已经帮助国家繁荣发展。麦金莱还计划与其他国家进行互惠贸易协定的谈判。由于关税的影响，美国的制造商已经占据了国内市场，而总统的互惠贸易协定则可以为他们打开国外市场创造条件。就职典礼后总统对谈判做了很长时间的计划，并打算发表一次讲话来推动这一计划，6月13日他来到水牛城，并在泛美博览会上发表讲话。
总统与第一夫人艾达·萨克斯顿·麦金莱等一行于4月29日离开首都乘火车巡游全国，并计划在水牛城以一场“总统日”演讲结束。总统在西部受到了热烈的欢迎，但到达加利福尼亚州后，第一夫人得了严重的疾病，甚至一度濒临死亡，幸好在旧金山得以康复。总统取消了之后的行程安排并返回首都，几个星期后又到坎顿待了两个月，原计划在博览会上的演讲迟到了9月5日。在坎顿的这段时间里，麦金莱努力改善自己的演讲稿，并监督对老家房屋进行的修整。他计划在坎顿一直呆到10月份。
乔戈什于1898年开始在父母位于克利夫兰附近的农场生活，很少工作，并且可能有过一次精神崩溃。1901年5月他来到克利夫兰，听取无政府主义者埃玛·戈尔德曼的演讲，并且在演讲开始前接近戈尔德曼要求她推荐几本有关无政府主义的书籍。戈尔德曼没有在演讲中对暴力行径进行宣传，但她表示对这种行为的理解，这对乔戈什造成了非常大的影响，他之后曾表示戈尔德曼的言辞在自己的脑海中烧出了一片雄雄烈火。到了7月，乔戈什来到戈尔德曼位于芝加哥的家里看她，她当时正准备和女儿一起到水牛城看博览会，于是两位无政府主义者一起前往火车站。乔戈什当时自称叫弗里德·尼曼（Fred Nieman），跟随戈尔德曼不久后他离开了芝加哥。威廉·安兹（William Arntz）是坎顿一家公园的工作人员，他声称自己曾于1901年中期总统呆在当地期间见过一位颇似乔戈什的男子，此人身上带有两支枪，当安兹提醒他公园的射击范围以外不允许携带枪支时，他只是非常不屑地作出了少许回应。然后安兹前去报告警察，但后来一直没有找到该男子。
夏季快要结束时，乔戈什来到水牛城，不过其动机未知，作家兼记者斯科特·米勒推测此人选中水牛城是因为当地有较多的波兰裔人口。乔戈什在一个小镇的郊区落脚，并把大部分时间用在看书上。接下来他前往克利夫兰，不过在这一段时间里他的所做所为也无法确定；然后他又来到芝加哥，并在那里看到一份报纸提及麦金莱总统即将到访水牛城，于是他又回到了水牛城，不过仍然无法肯定他究竟有什么打算。到了9月3日（星期二），他下定了决心，事后他对警察表示：

这个念头已经在我心里扎根，我别无选择。我的生命已是岌岌可危，我也没法战胜自己。星期二那天城里聚集有成千上万的人，我听说那天是总统日。所有这些人似乎都在向这个伟大的统治者点头哈腰，我决心杀死这个统治者。

9月3日，乔戈什到水牛城主街道上的一家五金店购买了一把.32口径的艾弗·约翰逊左轮手枪，不过这时他仍然没有一个刺杀总统的明确方案。次日，总统夫妇乘火车到达水牛城。当地计划在总统一行到达时鸣炮致敬，但由于距离铁轨太近，火车上的多扇窗户被震碎，第一夫人也吓了一大跳。站台上约有十余人以为是有炸弹爆炸了，于是大喊“无政府主义者！”威廉·麦金莱走下火车接受正式的欢迎时，混在人群中的乔戈什认为总统身边保镖太多，因此没有立刻采取行动。

### 游览博览会和尼亚加拉大瀑布
麦金利的水牛城之旅从1901年9月4日开始，是他离开坎顿10天计划的一部分，曾经是北军一份子的他还计划造访驻扎在克利夫兰的共和国大军（Grand Army of the Republic）。总统夫妇呆在博览会主席约翰·G·米尔伯恩（John G. Milburn）的家里。9月7日（星期六），两人前往克利夫兰，一开始时待在总统的朋友，将来会成为第42任俄亥俄州州长的迈伦·T·赫里克（Myron T. Herrick）家中，之后则呆在总统的另一位好友，俄亥俄州联邦参议员马克·汉纳（Mark Hanna）家里。抵达水牛城后，总统的欢迎会先是在展览中心举行，然后再前往米尔伯恩的家，并在经过博览会的凯旋大桥时短暂停留，以便一行人可以观看博览会景点。
麦金莱总统在水牛城有两天的日程安排：9月5日（星期四），他将发表讲话并参观博览会；次日则会前往尼亚加拉大瀑布游玩，然后回到水牛城后到博览会的音乐圣殿与公众见面。麦金莱多次到博览会现场参观的一部分原因是门票收入的显著增长，博览会也对总统到访作了大量的宣传。不过总统私人秘书乔治·B·科特柳对麦金莱在音乐圣殿公开露面的安全性很担忧，因此两次将这一行程取消。但麦金莱之后均将之又加回到了日程上，他赞同博览会西半球合作的主题，希望可以对之表示支持；他也乐于与公众接触，并且不担心潜在的危险。当科特柳最后一次请求总统取消这一部分行程时，麦金莱回答：“干嘛要这样啊？没有人会想要伤害我的。”科特柳还提醒总统他没有足够的时间来与每一位民众握手，所以很多人会感到失望，麦金莱回答，“那么，无论如何他们会明白我尽力了。”没能说服总统的科特柳于是给水牛城当局发了电报，请他们安排额外的保护。
9月5日早上6点，博览会提前开门，以便人们可以早些入场，并寻找一个现场见证总统演讲的好位置。于是总统演讲场地站满了参观的民众。这一天整个博览会共计有11.6万人入场参观，约有5万人观看了麦金莱的演讲。从米尔伯恩的家到演讲地点一路上都挤满了观众，总统夫妇乘马车前来的路上也伴随着人们的欢呼声。他登上讲台并等待米尔伯恩进行短暂的介绍后开始发表演讲。

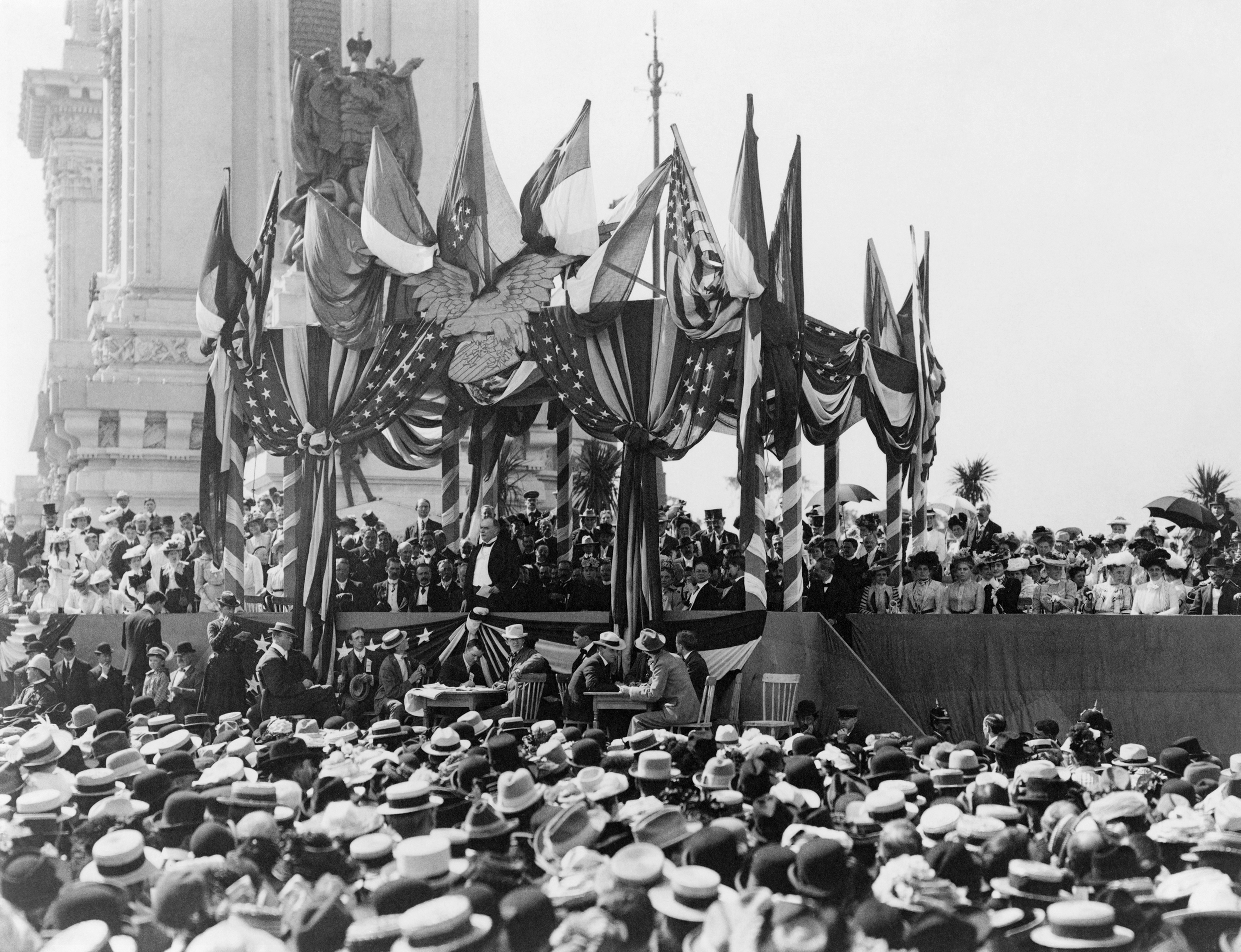
威廉·麦金莱发表他的最后一次演讲

在他的这最后一场演讲中，麦金莱敦促结束美国的孤立主义，他提出允许美国制造商开发新市场的贸易部署。“排外的时期已是过去，我们商业和贸易的扩大才是当务之急，商业上的战争是无利可图的。”人们对他的讲话报以热烈的掌声，演讲结束后，总统送第一夫人回到马车上自行返回米尔伯恩的家，而他自己则继续在会场参观。麦金利参观了其他西半球国家的展馆，所到之处总会吸引到人群和掌声。他在纽约州大楼主持了一场午餐会，然后出席了在另一处政府大楼举行的只允许获邀请人士入内的聚会。这期间他受到了士兵和警察的严密保护，不过仍然努力与公众进行互动，他鼓励人们向自己跑来，还向一群年轻的爆米花销售员鞠躬致敬。他在波多黎各大厦停下来喝咖啡，然后在下午晚些时候回到米尔伯恩的家中。尽管科特柳已经告知组织者，总统夫人可能会因为身体虚弱而无法出席，但艾达还是出现在博览会董事为她准备的午餐会上。晚餐后，总统与第一夫人回到展会现场，并在凯旋大桥上短暂停留来观看如太阳般明亮的电力照明。他们乘船前往救生站观看烟花，之后再回到米尔伯恩的家中。
乔戈什在口袋里藏着枪一早到达了展会现场，并在麦金莱到达前一度非常接近讲台。他曾考虑在总统发表演讲时开枪，但感觉自己在人群的推挤下没有把握打中目标。当麦金莱的演讲结束并在保镖护送下离开时，乔戈什还没有下定决心。尽管如此，他还是试图在总统开始参观时跟踪对方，但被随行的官员挡回。乔戈什觉得这天应该没有什么机会可以再接近总统，于是回到了自己租下的一间屋子里。

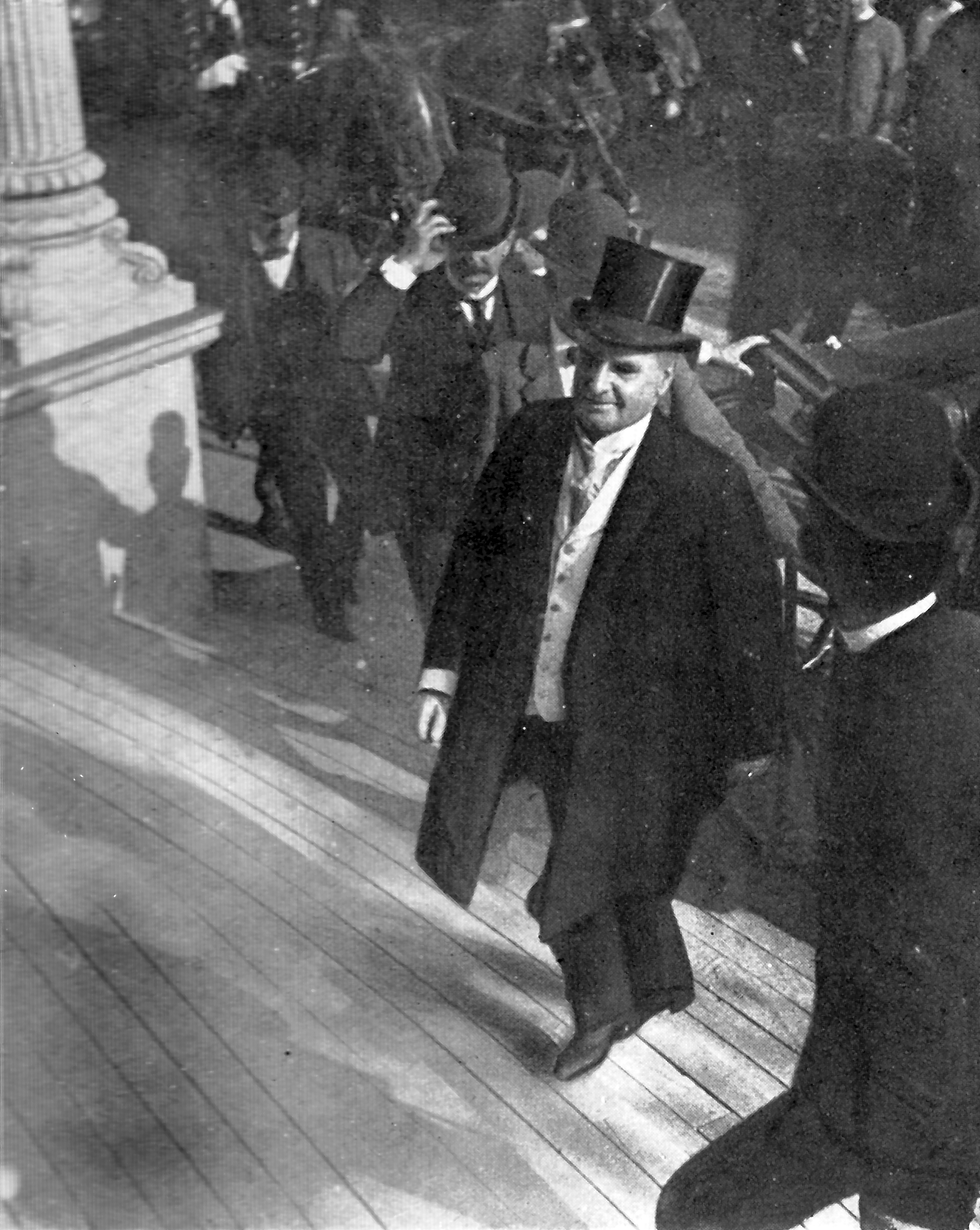
麦金莱到达音乐圣殿，之后不久就被刺杀，这是他的最后一张照片

1901年9月6日早上，麦金莱像往常一样穿戴整齐后离开米尔伯恩的家并在附近漫步，还差一点在没有警卫陪同的情况下溜走，不过警察和卫兵发现他离开了之后马上赶了上去。乔戈什也起了个早，打算在音乐圣殿的公众接待处排队；他于8点半到达博览会大门口，还看到了总统乘马车去火车站前往尼亚加拉大瀑布。麦金莱夫妇先是坐火车到达尼亚加拉县的一个名叫刘易斯顿（Lewiston）的乡村，然后乘推车观看尼亚加拉峡谷。到达尼亚加拉瀑布城后，他们又改乘马车继续欣赏美景，并来到蜜月大桥上俯瞰瀑布，不过总统也很小心地没有进入加拿大境内。这天天气炎热，第一夫人感觉身体不舒服，于是回到国际大酒店等待自己的丈夫。威廉则游览了尼亚加拉河上的山羊岛（Goat Island），之后回到酒店与妻子一起共进午餐。在阳台抽了一支雪茄后，总统与夫人一起前往正在附近等待的火车。火车载着一行人返回水牛城以便总统前往音乐圣殿出席庆祝酒会。艾达原打算陪同丈夫前往，但她还没有完全康复，所以决定返回米尔伯恩家中休息。会场内安排用于接待的时间已缩短至10分钟，所以总统也没想到会长时间与妻子分开。由于时间仅为下午3点半，麦金莱还在进入音乐圣殿前先停下来吃了一些点心。

## 枪击和逝世

### 音乐圣殿

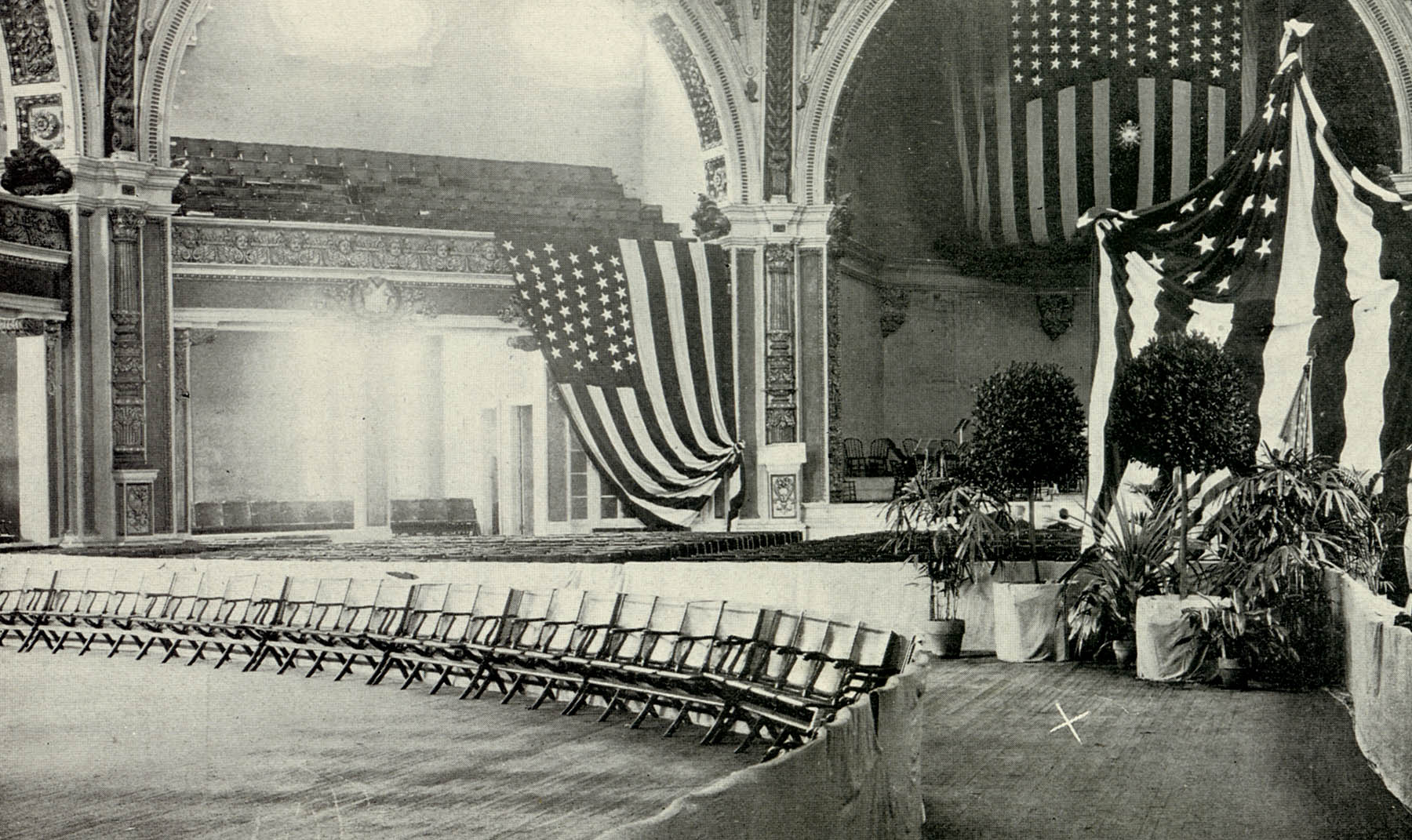
枪击案发现场，威廉·麦金莱被枪击中时所站的位置由一个白色的X标识出来

得到为麦金莱总统主持一场公众接待会机会的会场主办方选择了音乐圣殿作为主办展所。博览会执行官路易斯·L·巴布科克（Louis L. Babcock）认为这里是理想的地点。其大礼堂位于展会心脏地带，周围四个方向都有门道入口，而且除了大厅内一排排的椅子外，还有宽敞的画廊。巴布科克用了9月6日一早上的时间来为接待作出具体安排，从东门到麦金莱所站位置间地板上的椅子全部拆除来扩大通道空间，公众与总统握过手之后就会继续前进离开大厅。总统所站位置背后会有一面美国国旗，他周围还会放置几个盆栽来营造一种美好的氛围。除了为其它目的而进行的实用性设计外，展会建筑的一个特色就是其华丽的装饰。
考虑到总统的保护工作已经得到安排，博览会的执勤警察驻守在门口，水牛城的警察则看守着过道。此外还有经常负责保护麦金莱的安保特工乔治·福斯特（George Foster）和另外两位特工，这两人是总统秘书科特柳出于安全上的顾虑而加派的。在博览会的一个餐厅里吃午饭时有人开了个玩笑，说总统可能会在接待公众时被枪击，这让巴布科克非常紧张。他原已安排了十余位炮兵身穿军礼服参加招待会来作为装饰，但也因此改为让他们站在过道处，并指示留意任何试图接近总统的可疑人物。这些炮兵没有接受过警察工作方面的训练，所以他们站在总统和人群之间反而阻挡了特工和警探的视线。在这类场合，通常福斯特会站在麦金莱的左后方，但是米尔伯恩希望可以站在总统左边，以便向总统介绍前来握手的人群中自己可能认识的人，于是福斯特和另外一位特工站到了走道的对面。

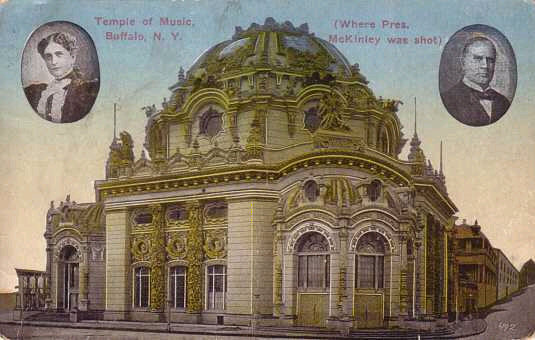
一张印有音乐圣殿的明信片，博览会结束后，音乐圣殿与博览会大部分建筑一样被拆除

整个下午，拥挤的人群占满了通道和外面的画廊，希望即使没法打招呼也至少能看到总统。麦金莱按时到达，扫了一眼现场安排后走向自己的位置，米尔伯恩站在他左边，科特柳站在右边。总统示意打开大门让那些等候多时的人们进来，圣殿内的管风琴开始演奏美国国歌《星条旗》。警察让人们进来后，麦金莱也准备开始进行自己工作中最中意的部分。作为一位经验丰富的政治家，麦金莱每分钟可以与50人握手，并且将与自己握手的人朝一旁引过后抽出，以防自己的手指受到挤压。科特柳焦急地看着时间，原定的10分钟大约过了一半时，他传话给巴布科克准备在自己举手的时候关上群众进入的门。演奏完国歌后，管风琴开始转为演奏巴赫的作品。人们陆续上前与总统握手，这时12岁的美特尔·莱杰（Myrtle Ledger）在她母亲的陪同下走上前来，请求麦金莱将自己总是别在翻领上的红色康乃馨送给她。总统取下花朵送了给她，然后继续与人们握手。特工看到一位高大黝黑的男子走向总统时表现得焦躁不安，不过在他与麦金莱握手后就开始离开而没有任何不轨举动时松了一口气。一般来说，接近总统来握手的人应该张开手掌，以示其中没有武器，但这一规定当天没有执行，或许是因为天气炎热，许多人都在用手帕擦拭自己额头上的汗水。跟着那位黝黑壮汉身后的男子右手包裹着手帕，看起来似乎受了伤，看到这点的麦金莱于是伸出了自己的左手。下午16:07分，两人的手刚一接触，乔戈什用藏在外套下的.32口径艾弗·约翰逊左轮手枪朝麦金莱腹部连开了两枪。
围观的人们一开始惊呆了，麦金莱蹒跚地走了一步，乔戈什准备开第三枪，这时站在他身后，来自乔治亚州的非裔、西班牙裔混血詹姆斯·帕克（James Parker）阻止了他。帕克猛地撞上刺客并试图夺走他的枪，水牛城警探约翰·格瑞和一位叫弗朗西斯·奥布莱恩的炮兵也冲上前来，乔戈什很快被一堆人打倒在地，有些直接用拳头，有些还用的是步枪枪托。人们听到他大声地喊：“我尽到了责任。”麦金莱踉跄地向右后方后退，但科特柳、米尔伯恩和警探格瑞扶住了他，并让他坐到了一张椅子上。总统试图说服科特柳自己伤得并不重，但伤口一直血流如注。看到人们正在用拳头痛扁乔戈什时，麦金莱命令大家停下。乔戈什在被福斯特搜身时还不停地转头去看总统，于是福斯特一拳将他打倒在地，然后再让人将他拖走。
要求众人停止殴打乔戈什后，麦金莱开始担心自己的妻子，他催促科特柳尽可能委婉地告知艾达这一枪击事件。起初人群已经陷入慌乱，试图跑出大厅，又有很多外面的人想要进来看看发生了什么事。麦金莱被放到担架上抬向救护车，有人看到总统灰白的脸色后发出一声哀鸣。福斯特陪同麦金莱前往博览会医院，路上总统感觉到有一个金属物体从体内掉出到了衣服上，“我相信那应该是一颗子弹”。麦金莱一共被枪击中两次，其中一颗子弹由于衣服钮扣的关系只是擦伤了他，但另一颗则进入了他的腹部。

### 手术
救护车载着麦金莱于16:25到达博览会医院，这里虽然通常情况下只是处理一些游客的简单医疗问题，但还是有一间手术室。枪击发生时，医院里没有足以胜任的医生，只有一些护士和实习医生。博览会的主任医师，也是城里最优秀的外科医生罗斯维尔·帕克（Dr. Roswell Park）当时身在尼亚加拉瀑布，进行一项精细的颈部手术。9月6日他正在动手术时有人打断并告知他需要回一趟水牛城，但他回答自己不能离开，哪怕是美国总统需要也不例外，然后对方告诉他总统被枪击了。帕克大夫将在两个星期后挽救一位所受的伤几乎与麦金莱一模一样妇人的性命。第一位到达医院的医生是赫曼·梅特（Dr. Herman Mynter），总统曾在前一天短暂地见过他一面，麦金莱的记性很好，虽然身受重伤，但还是开玩笑说自己见到梅特时，可没料到会需要他的专业技能。总统躺上手术台时还在为乔戈什辩解，“他不知道，可怜的家伙，他在做什么。他不可能会知道的。”由于帕克不在，而且医院主要依照的阳光照明也因为正是下午而渐趋晕暗，所以当另一位外科医生马修·德比夏尔·曼恩（Matthew Derbyshire Mann）到达时，他们决定立刻动手术试图取出另一颗子弹。梅特给麦金莱注射了吗啡和士的宁来缓解疼痛，曼恩虽然是一位有名的妇科医生，但是在腹部伤口方面还没有实际经验，他用乙醚将伤者麻醉，麦金莱则低声念颂主祷文祈祷。

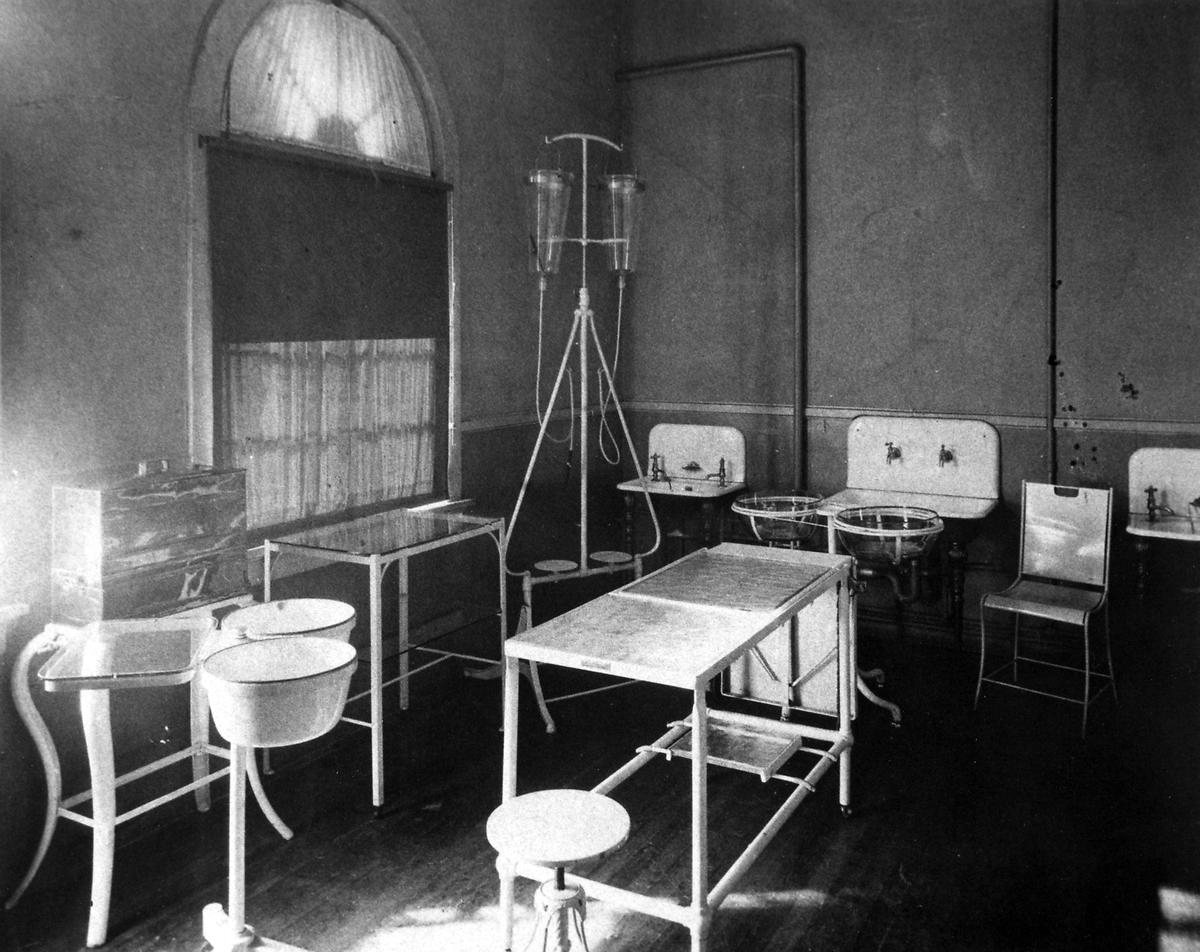
博览会医院的手术室

在数百年的时间里，腹部枪伤通常意味着因坏疽或其它感染而导致的死亡，大夫能做的也就只是缓解疼痛而已。枪击事件发生17年前，瑞士的埃米尔·特奥多尔·科赫尔成为世界上首位成功对类似枪伤病人进行手术治疗的外科医生。为了增强照明度，另一位医师将阳光反射到伤口处，到手术快结束时还装了一个更好的光源。医院中缺少像牵引器这类基本的手术设备。由于麦金莱的情况很虚弱，曼恩只能对伤口进行少许的探测来试图找到子弹，并且总统魁梧的体型也让这一过程变得更加困难。医生在总统皮肤上作出一道手术切口，去除了嵌在肉里面的一小块布料，然后用手试图找到腹部消化系统的损伤。总统的胃被子弹贯穿，曼恩缝合了两个弹孔，但没能找到子弹，他的结论认为子弹应该是卡在了总统背部的肌肉中。之后他写道：“一颗子弹只要停止移动，就没有什么害处了”。博览会上当时有一台原始的X射线机正在展览，但没有挪来手术室使用。曼恩之后表示使用这台机器可能会令伤者感到不安，因此没有什么好处。他用黑色丝线缝合了切口和伤口，然后用绷带包扎起来。手术结束后，从尼亚加拉瀑布返回的帕克大夫到达了医院，但他没有插手干预。17:20，麦金莱在又注射了一针止痛药后苏醒，然后救护车将他送回了米尔伯恩的家中。第一夫人开始还不知道丈夫受了枪伤，一直到手术结束后总统的医生普雷斯利·马里昂·雷克西（Presley Marion Rixey）才小心地告诉了她事发经过。艾达对此表现得还算冷静，她在自己的日记上写道：“今天早上我们去了一趟尼亚加拉瀑布。回来后我最亲爱的前去一个公共大厅，在那里他被……用枪打中”。为麦金莱总统撰写自传的里奇认为，第一夫人没法写出的这个词是“无政府主义者”。

### 起初的恢复和最终逝世

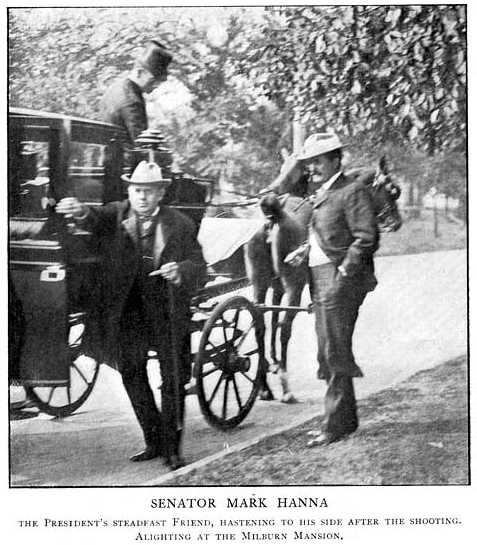
联邦参议员马克·汉纳（左）是麦金莱总统的朋友，枪击发生后他来到了米尔伯恩家中

枪击发生后几分钟的时间里，新闻就通过电报线送往世界各地，美国当天的晚报都对事件进行了报道。这个时代还没有电台广播，全国各地城市的报社门外都聚集着成千上万的人们等待来自水牛城的最新消息，担心麦金莱可能会挺不过这一天，不过科特柳之后根据医生的说法给出了令人放心的公告。大群愤怒的民众来到乔戈什被带到的水牛城警察局外，得知他已经承认自己是一位无政府主义者后，其他许多拥有这一信仰的人也受到了攻击，如匹兹堡的一位无政府主义者差点被私刑处死。
在米尔伯恩家里，麦金莱看起来正逐渐康复。9月7日（星期六），他已经可以轻松地与人交谈，夫人和秘书都被允许入内探视。总统向科特柳问道：“他们喜欢我的演讲吗？”科特柳给出了肯定的回答，这让麦金莱很高兴。与此同时，之前在佛蒙特州度假的副总统罗斯福和大部分内阁成员，以及联邦参议员马克·汉纳急切地赶往水牛城。科特柳不断向外发出令人振奋的消息，总统也开始抱怨说自己感到寂寞，并获许接见来访者。危机看起来已经过去，9月9日，政府要人对总统的康复有了信心并陆续开始离开。罗斯福对凶手根据纽约州法只会因谋杀未遂而入狱数年深感愤怒，其最高刑罚也只是十年监禁。他之后离开前往阿第伦达克山脉度假。联邦司法部长菲兰德·C·诺克斯前往哥伦比亚特区，寻找理由来以联邦法律审判乔戈什，国务卿海约翰与之前两位被杀害的总统都有着密切的联系：他是林肯的秘书，还是加菲尔德的好友。海约翰于9月10日到达水牛城，在火车站向巴布科克了解总统康复的情况，但他的回应认为总统将会去世。
麦金莱的传记作者H·韦恩·摩根（H. Wayne Morgan）在枪击发生一周后写道：

每个人都说他的体质能够挺过这一关，大夫看上去也对此充满希望甚至信心……很难理解为什么他们会如此乐观地看待病人，他已经近60岁，体型超重，伤口也没有经过彻底的清理或清查来预防感染，在1901年时这诚然很难，很容易疏忽处理。

据麦金莱的另一位传记作者玛格丽特·里奇所说，麦金莱表面的恢复“只是他强壮的身体对坏疽进行抵抗的效果，坏疽已经沿着子弹穿过的轨迹感染了他的胃、胰腺和其中的一个肾”。托马斯·爱迪生将自己发明的一台X射线机从新泽西州寄送过来，但也没有给总统使用。对此不同的来源给出了不同的解释，里奇表示这台由专人操作的机器没有得到负责麦金莱伤势医生的准许使用，米勒则回忆指出医生当时试图先在一位体型与总统接近的男子身上对机器进行测试，但事实证明其中缺少一个关键的部件，这让爱迪生非常尴尬。

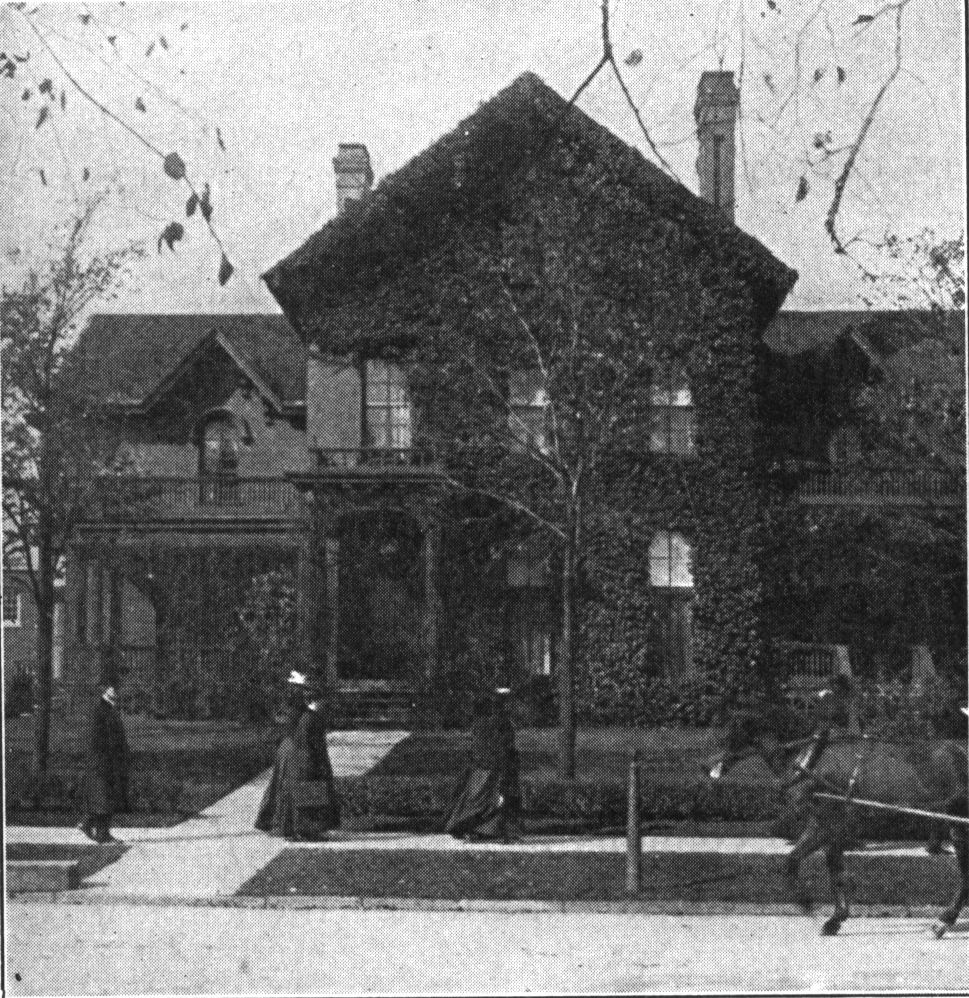
麦金莱就在米尔伯恩的家中去世

麦金莱经过了灌肠治疗，9月11日，他喝了一些肉汤，看起来对他也有好处，于是第二天早上他开始食用烤面包、咖啡和鸡汤。随后他感到疼痛，这被诊断为消化不良，于是又给他服用了泻药，晚上会诊后，大多数医生都离开了。9月13日清晨，麦金莱虚脱了，紧急电报也发往距阿第伦达克山脉荒野最近的一个电报和电话局，还派出一位巡警前去寻找副总统罗斯福要求他马上赶回水牛城。许多专家都被请来会诊，虽然起初有些医生还抱持麦金莱能够挺过来的希望，但到了下午他们都知道总统已经没有希望生还了。当时的医生还不知道生长在胃部内壁的坏疽会将毒素传递到病人的血液中。麦金莱整天意识都处于恍惚状态，到了晚上，他明白自己即将去世，“没有用的，先生们，我认为我们应该祈祷”。他的朋友和家人陪在一旁，第一夫人也在抽泣着，“我也想去。我也想去。”他的丈夫回应道，“我们都会去的，我们都会去的。这将是上帝的旨意，而不是我们的决定”。然后用自己最后一点力气抱住她。麦金莱还可能有哼唱自己最喜欢的赞歌《与主更亲近》，其他人也有听到艾达向丈夫轻轻地哼唱。然后第一夫人被带到别处，参议员汉纳走到总统跟前。摩根回忆起两人的最后一次接触说道：“在那个可怕夜晚的某个时候，马克·汉纳走到床前，眼眶中充满了泪水，手和头都在发抖，不敢相信30年的友谊将在这里结束。”当自己一个试探性的正式问候没有得到回应时，汉纳终于“为多年的友谊痛哭出声，‘威廉，威廉，你不认识我了吗？’”
1901年9月14日（星期六）凌晨2:15，总统威廉·麦金莱与世长辞。副总统罗斯福这时正在赶回水牛城的路上，他于清晨赶到火车站时得知了总统的死讯。

## 影响
曼恩和另外14名医生在总统去世当天早上一起验尸，发现子弹贯穿死者的胃后又通过横结肠，再穿透左边的肾后消失在腹膜内，这一过程还对肾上腺和胰腺造成损伤。参加验尸的梅特表示，虽然一直没有找到，但他相信子弹位于死者背部某处肌肉中。4小时后，艾达·麦金莱要求停止验尸。做好死亡面具后，众人先是在米尔伯恩家里进行私人悼念活动，然后总统的尸体被转移到水牛城市政厅和伊利县县政厅开始为期5天的全国哀悼活动。之后麦金莱的尸体被隆重地从水牛城送往哥伦比亚特区，然后再到达他的故乡坎顿。9月19日葬礼当天，麦金莱的尸体最后一次从他家里出发经过北市场街，全国所有活动都暂停5分钟。火车停了下来，电话和电报服务也暂时中止，里奇表示“人们向逝去的总统鞠躬致敬”。除了子弹造成的损伤外，验尸还发现总统患有心肌病，部分心肌已经变性为脂肪，这样的病情会让他的心脏更为虚弱，更难在这样的伤势下生还，这一病情被认为与他体型超重和缺乏锻炼有关。现代学者普遍相信麦金莱是死于胰腺坏死，这种疾病即使是在21世纪初也很难治疗，更不用说20世纪初了。
1901年9月23日，总统逝世9天后，里昂·乔戈什被以谋害威廉·麦金莱的罪名送上位于水牛城的州法院受审。控方的举证整整花了两天，主要有为麦金莱治疗的医生和枪击现场的多位证人出庭作证。辩方律师罗兰·L·刘易斯（Loran L. Lewis）和他的副手没有传唤证人，对此刘易斯在结案陈辞中表示这是因为被告拒绝合作。在向陪审团作出的这段27分钟演讲中，刘易斯煞费苦心地赞扬了麦金莱总统。米勒指出，这段结案陈辞更像是在维护律师本人在“社会上的地位，而不是在不遗余力地避免他的当事人免于坐上电椅”。经过约半个小时的讨论，陪审团判决乔戈什一级谋杀罪名成立，随后法官对他判处死刑。1901年10月29日，里昂·乔戈什被送上电椅处死。在监狱的墓地下葬前，棺材内投放了强酸来将他的尸体溶解。
麦金莱被谋杀后，全国各地的报纸都对美国总统缺乏保护的问题提出了严厉的批评。到了1902年，虽然还是没有任何法律上的强制规定，但美国特警局已经开始对罗斯福总统进行全天候的保护，不过这仍然没有解决争议。一些国会议员建议由美国陆军负责总统的保护工作，直到1906年美国国会才通过法案正式指派特警局负责总统安保工作。这场暗杀也导致对无政府主义者态度的强烈反弹。水牛城警察局在枪击发生后不久宣称他们相信枪手不是单独行动，于是有多位无政府主义者因被怀疑与事件有关而被捕。乔戈什在审讯过程中提及自己与埃玛·戈尔德曼的联系，于是警察逮捕了她的家人并要求她投案自首。戈尔德曼于9月10日投案，在监狱里被关了近3个星期。不过这以后她与其他因此事被捕的无政府主义者都没有受到任何指控直接释放了。无政府主义者开办的报社也受到了义务警员的攻击，虽然没有人丧生，但还是造成了相当可观的财产损失。对无政府主义者的恐惧也导致了监控方案的出现，并最终于1908年由联邦调查局加以巩固。暗杀事件后通过的反无政府主义法律经过多年的沉寂后，曾在第一次世界大战期间和之后再次得到应用，与那些新通过的法规一起，将非公民的意见视为一种威胁。1919年12月，埃玛·戈尔德曼由于没有美国国籍而被驱逐出境。
里奇认为，麦金莱的死令这个国家经历了一次转变，联邦政府从此变得更加庞大，国家的领导人也从坚定、忠实、和蔼和正直变得更紧张、强大而富于侵略性。“在一位年轻大胆船长的命令下，美国在二十世纪的风雨中启航。”